# First Transcontinental Telegraph

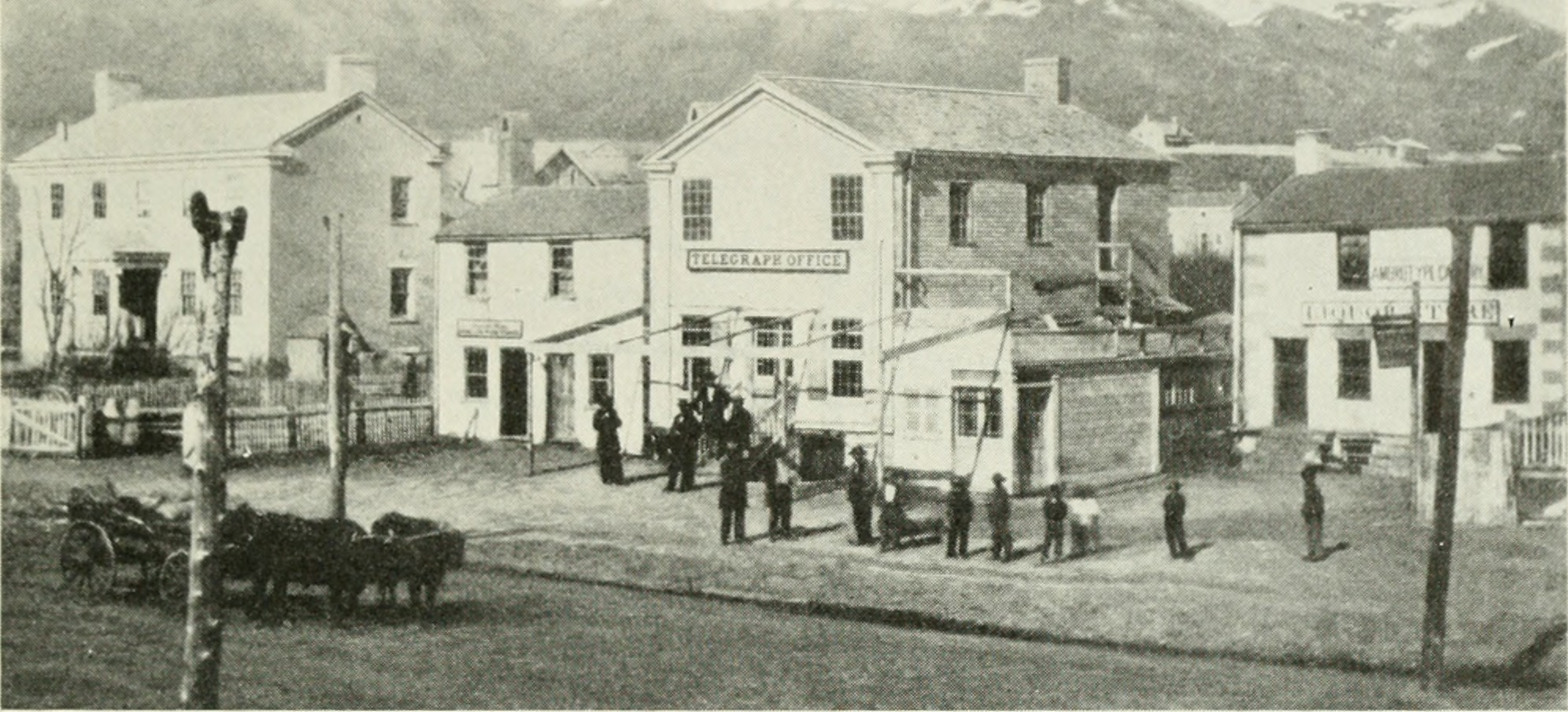
Das historische Telegrafenamt in Salt Lake City, in dem die aus Osten und Westen kommenden Linien 1861 miteinander verbunden wurden

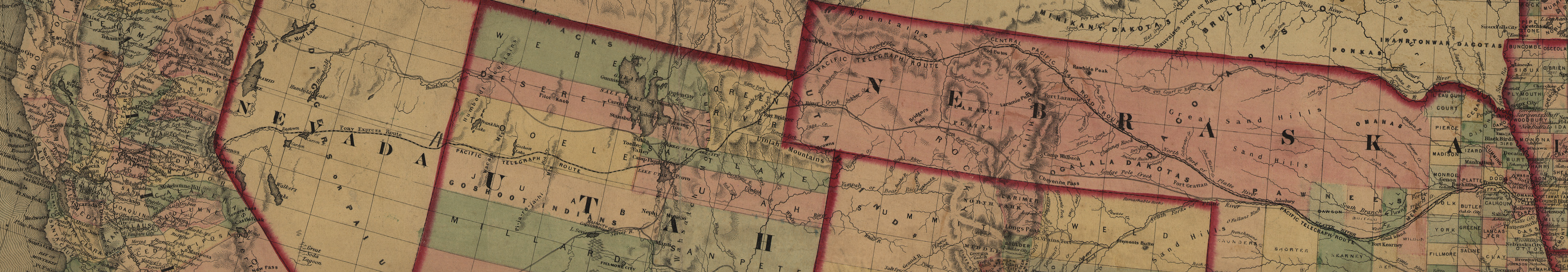
Karte mit dem Verlauf der Telegrafenlinie (1862)

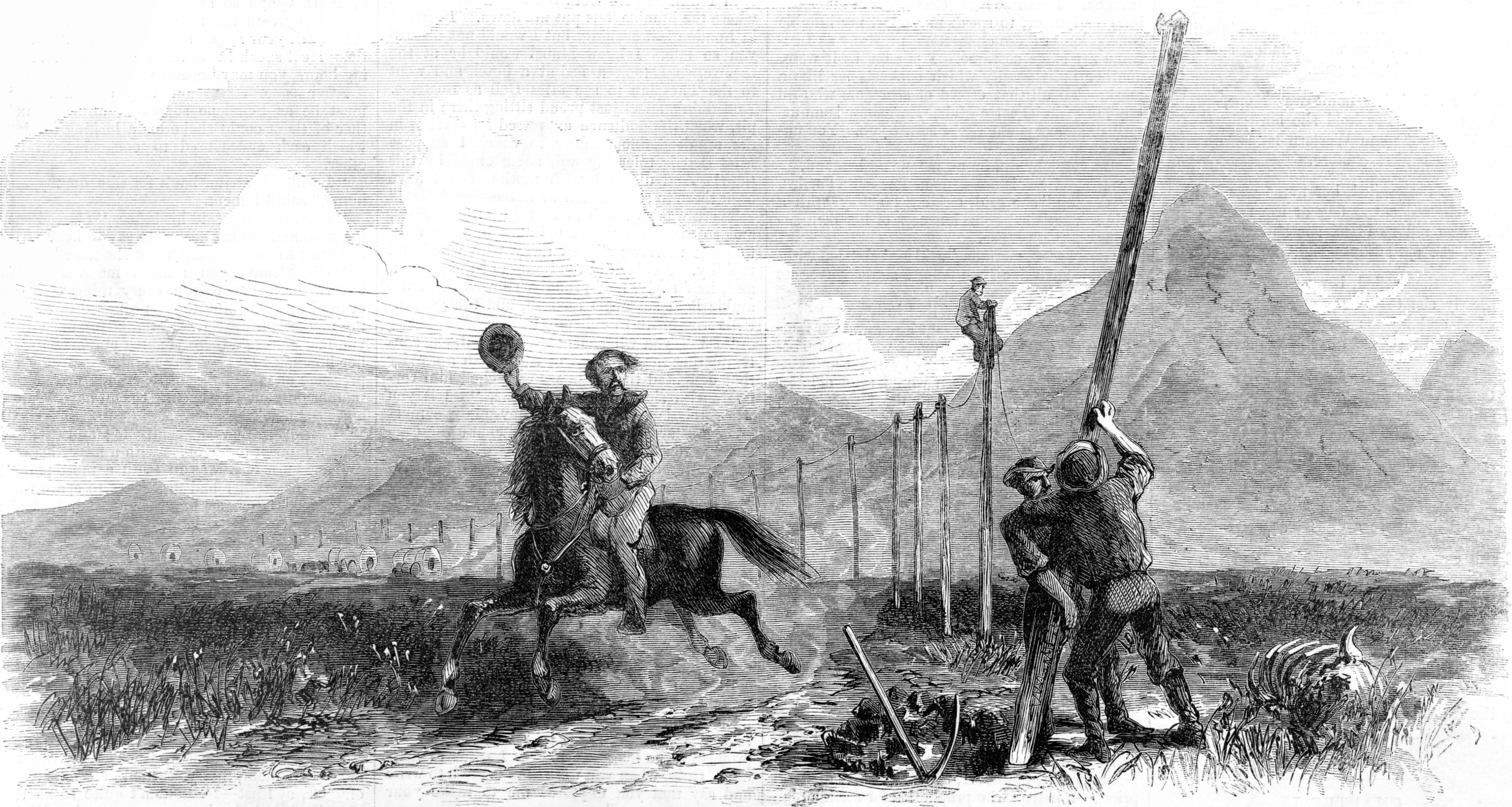
Illustration zur Errichtung der Telegrafenlinie entlang der Pony-Express-Strecke (1867)

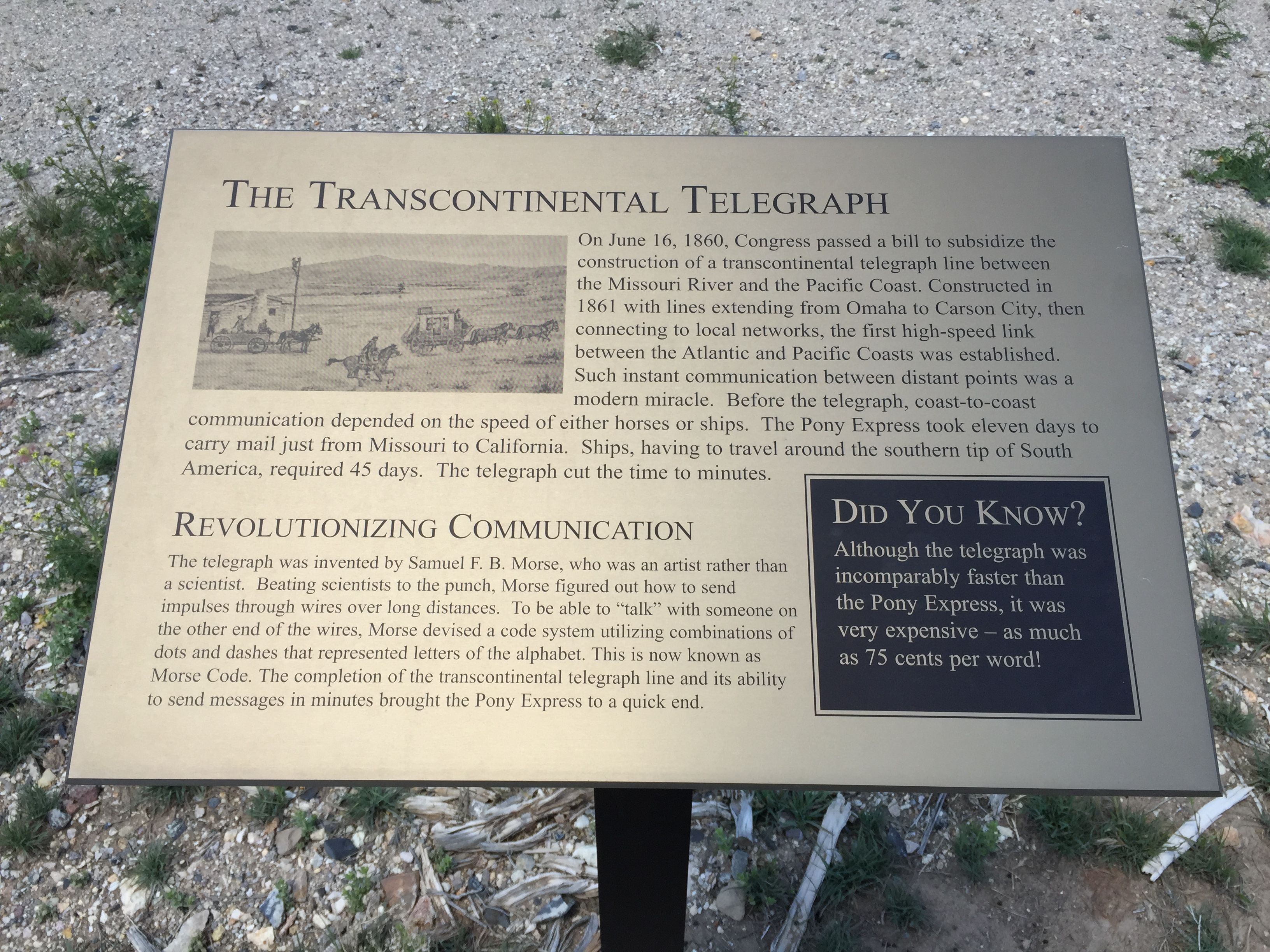
Erinnerungsplakette in Cold Springs (Nevada)

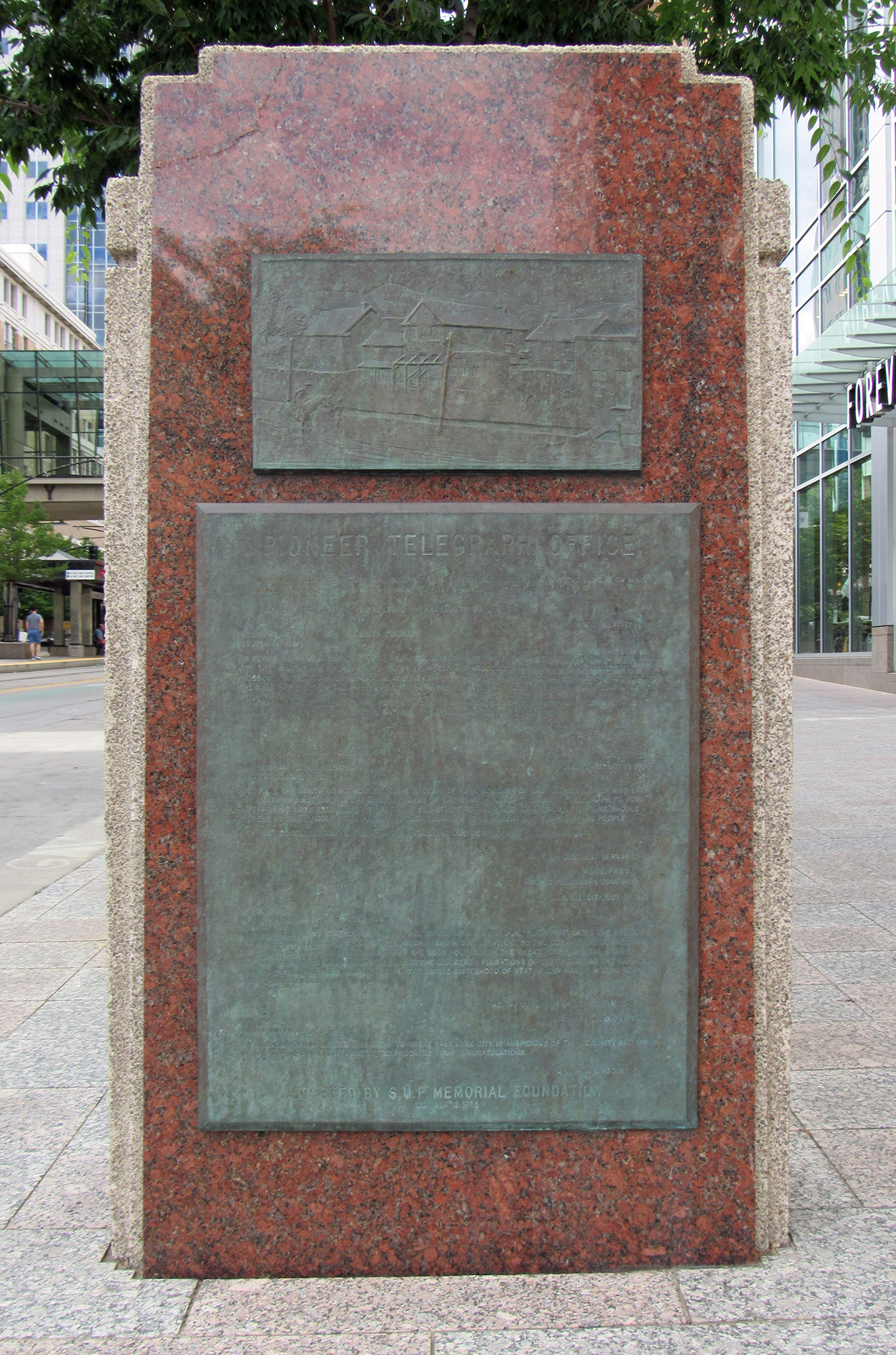
Gedenkstein nahe dem Ort des ehemaligen Telegrafenamts in Salt Lake City (2018)

Als First Transcontinental Telegraph (deutsch „Erster transkontinentaler Telegraf“) wurde die am 24. Oktober 1861 vollendete Telegrafenlinie bezeichnet, die das damals bereits bestehende Telegrafennetz im Osten der Vereinigten Staaten von Amerika quer durch den Kontinent mit dem in Kalifornien verband.

## Geschichte
Nach Aufkommen der elektrischen Telegrafie in den 1840er-Jahren und Errichtung der ersten amerikanischen Telegrafenlinie Baltimore–Washington im Mai 1844, wurde das Telegrafennetz im Osten systematisch ausgebaut. Etwas später entstand auch an der Westküste ein vergleichsweise bescheidenes Netz um San Francisco herum. In den 1850er-Jahren wurde der naheliegende Wunsch diskutiert, beide miteinander zu verbinden. Es dauerte jedoch bis zum 16. Juni 1860, als der Pacific Telegraph Act verabschiedet wurde, der die Beauftragung einer Verbindungslinie von San Francisco bis nach Missouri vorsah.
Man entschied, die Aufgabe zweizuteilen und einen westlichen Abschnitt von Kalifornien bis Salt Lake City durch die Overland Telegraph Company bauen zu lassen, während gleichzeitig die Pacific Telegraph Company den östlichen Teil von Omaha aus ebenfalls bis dorthin errichten sollte. Die Linienführung folgte in Nevada großteils der Pony-Express-Route, die seit dem 3. April 1860 hier betrieben wurde.

Die Arbeiten an der Telegrafenlinie wurden am 24. Oktober 1861 erfolgreich abgeschlossen. Die erste Nachricht über den gesamten Kontinent wurde am Abend dieses Tages durch Stephen J. Field, Richter an den Obersten Gerichtshof des Staates Kalifornien, an den ein halbes Jahr zuvor ins Amt gekommenen Präsidenten der Vereinigten Staaten, Abraham Lincoln (1809–1865) gesendet, der sie am Vormittag des folgenden Tages erhielt. Sie lautete:

“In the temporary absence of the Governor of the State I am requested to send you the first message which will be transmitted over the wires of the telegraph Line which Connect the Pacific with the Atlantic States the People of California desire to Congratulate you upon the Completion of the great work. They believe that it will be the means of stengthening the attachment which bind both the East & West to the Union & they desire in this the first message across the continent to express their loyalty to that Union & their determination to stand by the Government in this its day of trial They regard that Government with affection & will adhere to it under all fortunes”

„In Abwesenheit des Gouverneurs des Staates werde ich gebeten, Ihnen die erste Botschaft zu übermitteln, die über die Leitungen der Telegrafenlinie, die den Pazifik mit den Atlantikstaaten verbindet, übertragen wird. Das kalifornische Volk möchte Ihnen zur Fertigstellung dieses großen Werkes gratulieren. Sie glauben, dass es das Mittel sein wird, um die Bindung zu stärken, die den Osten und den Westen der Union bindet, und sie möchten mit dieser ersten Botschaft über den Kontinent hinweg ihre Loyalität zu dieser Union und ihre Entschlossenheit zum Ausdruck bringen, der Regierung an diesem Tag der Prüfung beizustehen Sie betrachten diese Regierung mit Zuneigung und werden ihr unter allen Umständen beistehen“

Damit war es nun möglich, in einem Bruchteil der Zeit, die Postkutschen oder der Pony Express benötigten, über den amerikanischen Kontinent hinweg zu kommunizieren.